# CEU Business School
CEU Business School este o școală de business din cadrul Central European University (CEU) din Budapesta și prima instituție dintr-o țară fostă comunistă care a oferit diplome de MBA în stilul școlilor occidentale de business.
A fost fondată de un grup de lideri vizionari, printre care și miliardarul George Soros și a fost înființată în 1988.
În primii ani a funcționat sub numele de IMC - International Management Center, luând numele de CEU Business School în 2002.
Soros a donat universitățtii aproximativ 420 milioane euro de-a lungul timpului, aceasta fiind, potrivit unor estimări, cea mai mare donație privată facută vreodată către o universitate europeană.
Instituția este prezentă și în România din anul 2006, prin programe de Executive MBA, dar în martie 2010 a anunțat că va ieși de pe piața locală.